# Parmotrema virescens
Parmotrema virescens är en lavart som beskrevs av Hale. Parmotrema virescens ingår i släktet Parmotrema och familjen Parmeliaceae.   Inga underarter finns listade i Catalogue of Life.